# Isa (profeet)
Isa (lees: Iesa, Arabisch: عيسى, ook wel ʿĪsā ibn Maryam, "Isa zoon van Maryam (Maria)" genoemd) is de islamitisch-Arabische naam voor Jezus, die in de Koran genoemd wordt als een belangrijke profeet en boodschapper van de Indjil (Evangelie). Arabischtalige christenen gebruiken de term Yasūʿ al-Masīḥ (يسوع المسيح). Volgens de islam, in overeenstemming met de Koran, is Isa niet de zoon van God (de islam stelt dat God (Allah) geen deelgenoten heeft), werd hij niet gekruisigd en stond hij ook niet op uit de dood.

## Etymologie
Over de precieze etymologie van de naam Isa zijn de meningen dus verdeeld. De naam Isa lijkt enigszins op het Griekse Ἰησους (Iēsoûs) en het Latijnse Iesus. Qua spelling lijkt de naam echter meer op de Hebreeuwse naam Isaï, in de Bijbel bekend als de vader van koning David en volgens geslachtsregisters een (zeer verre) voorvader van Jezus. Het is niet zeker dat dit verband werkelijk wordt bedoeld. In het Oost-Syrisch (een dialect uit de tijd van het ontstaan van de Koran) leek de naam Jezus veel op 'Isa', zodat men heeft kunnen menen dat het hier om dezelfde naam ging.
Veelal wordt etymologisch gezien ook een relatie gelegd tussen de namen Isa en 'Isu (Hebreeuws, vaak in het Nederlands vertaald als Esau). Het Arabische Isa (`ayin ya sin ya) heeft als wortel `ayin sin ya, net als het Hebreeuwse 'Isu (`ayin sin waw). Deze namen lijken dus veel meer op elkaar (ze zijn bijna hetzelfde) dan de naam Isa lijkt op het oorspronkelijk Hebreeuwse yehoshoe`a of yeshoe`a, waarbij de `ayin zelfs aan het einde van het woord staat en de allerlaatste radicaal is. In het Arabisch schrift lijkt Isa bijna niet op Yehoshoe`a of Yeshoe`a. Arabische christenen noemen Isa dan ook vaak Yasoe`, wat wel overeenkomt met Yeshoe`a.  
Het gebruik van deze naam als verwijzing naar 'Isu zou ook een symbolische betekenis kunnen hebben. Een zekere Ya'qub al-Baar, de gelijkstelling met andere Ya'qubs uit de Bijbel zoals Ya'qub bin Zabadir is omstreden, was een 'broeder' van Isa. 'Isu was de broer van de derde aartsvader Ya'qub. 'Isu was de eerstgeborene, maar Ya'qub wist het eerstgeboorterecht van hem over te nemen. Volgens sommige gnostische teksten was deze Ya'qub de 'echte' messias, alhoewel dat zeer omstreden is. Deze mogelijkheid wordt daarentegen tegengesproken door de islamitische leer inzake Isa, ook zou de naam Isa in verband kunnen worden gebracht met Ishaq.
|                       | Naam Jezus | Transliteratie |
| --------------------- | ---------- | -------------- |
| Arabisch (moslims)    | ʿĪsā       | عيسى           |
| Arabisch (christenen) | Yasūʿ      | يسوع           |
| Grieks                | Iēsoûs     | Ἰησους         |
| Hebreeuws             | Yēšua      | עיסא           |
| Aramees               | Eeshoʿ     | ישוע           |
| Latijn                | Iesus      | Iesus          |

## Titels en eigenschappen van Isa volgens de Koran
De naam Isa komt in de Koran 25 keer voor, meestal in samenstelling met zoon van Maryam. Het Arabisch, Ibn Maryam zou voor verwarring kunnen zorgen tussen Maryam en Mirjam (in het Arabisch eveneens Maryam genoemd), de zus van Musa. Volgens Soera Het Geslacht van Imraan 35 t/m 45 is dit een en dezelfde persoon. Ook wordt Isa in Soera Het Geslacht van Imraan 45 bij voorbaat aangekondigd en genoemd 'Messias, Isa'. Daarnaast noemt hij zichzelf een dienaar van God, zoals in Soera Maria 30 en zegt daarbij: "Hij heeft mij het Boek gegeven en mij tot een profeet gemaakt." Daarnaast zijn er vermeldingen in o.a. Soera De Vrouwen 172 en Soera Pracht en Praal 59. Soera Het Geslacht van Imraan 45 maakt melding dat de engelen hebben gezegd: "O, Maria, waarlijk, God geeft u blijde tijding door Zijn woord: Zijn naam zal zijn: de Messias, Isa, zoon van Maryam, geëerd in deze wereld en in de volgende en hij zal tot hen behoren die in Gods nabijheid zijn."
Er wordt over Maryam en de verwekking van Isa in soera De Profeten 91 gezegd: "En (gedenk) haar, die haar kuisheid bewaarde; Wij bliezen haar Onze geest in en Wij maakten haar en haar zoon tot een teken voor alle volkeren". Maar volgens Soera Het Geslacht van Imraan 59 maakte Allah Isa uit stof, zoals hij Adam maakte.
Volgens soera Maria 19 is Isa "een teken voor de mensen, een genade Onzerzijds".

### Profeet en boodschapper
De Koran zegt dat elk volk zijn eigen boodschappers heeft, maar er zijn in de Koran 25 profeten genoemd. Mensen die dus met openbaringen komen worden profeten genoemd. Aan sommige profeten werden ook wetten geopenbaard die zij moesten overbrengen, deze profeten worden boodschappers genoemd. Een boodschapper is dus altijd een profeet, maar een profeet niet altijd een boodschapper. De boodschappers brachten de boeken met de Goddelijke openbaring. Isa wordt hierbij in de rij gezet van Bijbelse profeten en patriarchen, zoals in Soera Het Vee 84-86 de volgende rij vermeld: Ishaq (Isaak), Yaqub (Jacob), Nuh (Noach), Dawud (David), Suleyman (Salomon), Ayyub (Job), Yusuf (Jozef), Musa (Mozes), Harun (Aaron), Zekeriya (Zacharia), Yahya (Johannes), Isa (Jezus), Ilyas (Elia), Isma'il (Ismaël), Al-Yasa (Elisa), Yunus (Jonas) en Lut (Lot).
Isa volgt de Tawrah (Thora), maar ontvangt ook een nieuw Boek, de Indjil (Evangelie). Bij Jezus' geboorte wordt van God gezegd: "Hij zal hen het Boek (de goddelijke Wet) en de Wijsheid en de Thora en het Evangelie onderwijzen." (Soera Het Geslacht van Imraan 48). Met "Wijsheid" wordt waarschijnlijk de wijsheid van Suleyman bedoeld.
Boodschapper is meestal van toepassing op Mohammed, maar ook Isa wordt boodschapper genoemd in de Koran. Een voorbeeld: "Voorwaar, Wij gaven Musa het Boek en deden boodschappers de een na de ander zijn voetsporen volgen. En Wij gaven aan Isa, zoon van Maryam, duidelijke tekenen en versterkten hem met de geest der heiligheid." (Soera De Koe 87)

### Woord van God en de Geest
In bepaalde passages wordt Isa het 'woord' genoemd, afhankelijk van de interpretatie. "En de engelen riepen tot hem, terwijl hij in de kamer stond te bidden: "God geeft u de blijde tijding over Yahya, die Gods woord zal vervullen - en hij zal edel, kuis en een profeet onder de rechtvaardigen zijn." (Soera Het Geslacht van Imraan 39). Volgens sommige moslimgeleerden staat hier "God kondigt u aan Yayha, bevestiger van een Woord van God'. Isa wordt in deze visie dan zo genoemd als vervulling van het woord door de profeten. Vergelijk hierbij ook Soera Het Geslacht van Imraan 47 waarin Maryam vraagt hoe ze zwanger kan worden terwijl ze maagd is. God schept door woorden: "Wanneer Hij iets beslist, zegt Hij daartoe slechts: "Wees" en het wordt" Volgens sommige moslimgeleerden moet het worden opgevat als 'Isa is het Woord wat God heeft geworpen op Maria'.
De Heilige Geest uit het Evangelie is niet dezelfde als de Geest Gods zoals genoemd in de Koran. Volgens de islam moet het Griekse woord 'paracletos', zoals gebruikt in Johannes 16:5-15, worden vertaald als 'boodschapper'.
Onder andere in Soera De Koe 253 valt te lezen: "En Wij gaven Isa, zoon van Maryam duidelijke tekenen en versterkten hem met de geest der heiligheid", en Soera De Tafel 110 "Wanneer God zal zeggen: "O Isa, zoon van Maryam, gedenk Mijn gunst aan u en uw moeder, toen Ik u met de geest van heiligheid versterkte, dat gij als kind en op middelbare leeftijd tot het volk spraakt en toen Ik u het Boek en de wijsheid en de Thora en het Evangelie onderwees". De geest is er ook voor gelovigen: "Dezen zijn degenen, in wier hart God geloof heeft ingegrift en die Hij gesterkt heeft met Zijn Geest. En Hij zal hen toelaten in tuinen waardoor rivieren stromen. Daarin zullen zij vertoeven" (Soera De Twist 22). Ook zijn woorden van deze strekking terug te vinden in Soera De Bijen 104.

## Verschil en overeenkomst islam en christendom
Moslims geloven dat Isa een van de Israëlitische profeten en de Messias was. Zij geloven ook in de wonderen van Isa (zijn wonderbaarlijke geboorte, hemelvaart, genezingen etc.), maar geloven dat deze wonderen door God verricht werden via Isa. 
Moslims beschouwen Isa niet als de Zoon van God zoals christenen en beschouwen ieder geloof dat hij goddelijk was als shirk (afgoderij) dat onverzoenbaar is met het monotheïsme. God kan volgens de islamitische opvatting geen metgezellen hebben of kinderen voortbrengen. Het verheffen van een ander wezen tot de positie van God wordt gezien als shirk oftewel afgoderij. De ergste zonde in de islam is het toekennen van metgezellen aan God. In Soera Pracht en Praal 81 staat: "Zeg (O Mohammad): Indien de Barmhartige een zoon had, dan zou ik de eerste der aanbidders zijn." De Koran zegt ook dat Isa een 'woord' van God was, omdat zijn komst in het Oude Testament werd voorspeld.
Volgens de Koran is Isa niet gekruisigd. In de islam wordt geloofd dat God een ander de gelijkenis heeft gegeven van Isa en dat deze is gekruisigd in plaats van Isa zelf. Moslims geloven dat de profeet vroeg dat iemand van zijn metgezellen zich zou opofferen voor de profeet. Isa vroeg dit tweemaal aan zijn metgezellen, alwaar een persoon naar voren kwam die deze taak accepteerde. Deze persoon werd gemarteld en gekruisigd en stierf uiteindelijk als martelaar. Isa zelf is toen naar de Hemel verheven waar hij verblijft tot zijn terugkeer op aarde, zoals de christenen dat ook geloven. Er wordt ook verteld dat Isa naar derde Hemel werd verheven waar de engelen in eeuwigheid God vereren en daar de gedaante van een engel heeft aangenomen.
Volgens moslims komt hij pas nadat ad-Dajjal (de valse Messias) gekomen is. Hij zal dan het kruis breken, het varken doden en met de sharia (islamitische wetgeving) regeren. Hij zal bij het ochtendgebed in Jeruzalem arriveren, de imam zal aan hem zijn plaats als voorganger in het gebed aanbieden, echter zal hij achter de imam zijn gebed, conform de soenna van Mohammed, bidden. En wanneer hij ad-Dajjal heeft verslagen bij de Bab-e-Lud (d.w.z. de poort van Loedd) in Palestina, zal hij trouwen, overlijden en begraven worden in de Moskee van de Profeet in Medina.
Met de namen Isa en Jezus wordt dus in feite op dezelfde persoon gedoeld, namelijk hij die gezonden werd door God; de zoon van de maagd Maria/Maryam die rond het begin van de westerse jaartelling heeft geleefd en het Evangelie predikte.
|                          | Islam                           | Christendom                                                 |
| ------------------------ | ------------------------------- | ----------------------------------------------------------- |
| Naam                     | Isa al-Masih Isa ibn Maryam     | Jezus Christus Jezus van Nazareth Jesjoea ben Josef         |
| Vader                    | Geen                            | Geen, stiefrvader: Jozef van Nazareth                       |
| Geboorteplaats           | Onder een dadelboom             | In een voederbak in Bethlehem                               |
| Geboorteperiode          | Zomer                           | Onbekend, feest wordt gevierd in de winter (Kerstmis)       |
| Religie                  | Moslim                          | Jood                                                        |
| Profeet en boodschapper  | Ja                              | Ja                                                          |
| Zoon van God             | Nee                             | Ja                                                          |
| Gestorven bij kruisiging | Nee                             | Ja                                                          |
| Opgestaan uit de dood    | Nee                             | Ja                                                          |
| Begraafplaats            | Moskee van de Profeet (Medina)* | Niet begraven, gedenkplaats is: Heilig Grafkerk (Jeruzalem) |
| Wederkomst               | Witte minaret in Damascus       | Olijfberg in Jeruzalem                                      |

*Toekomstige begraafplaats

### Indjil
Isa kreeg een boek van God, de Indjil (Evangelie). Moslims geloven dat het hedendaagse evangelie in het Nieuwe Testament niet het authentieke evangelie is dat aan Isa werd geopenbaard. 